# محوطه زکریای نبی
محوطه زکریای نبی مربوط به دوران‌های تاریخی پس از اسلام است و در شهرستان آق قلا، بخش وشمگیر، روستای گوک تپه واقع شده و این اثر در تاریخ ۱۰ خرداد ۱۳۸۲ با شمارهٔ ثبت ۸۸۱۶ به‌عنوان یکی از آثار ملی ایران به ثبت رسیده است.